# George W. Eve

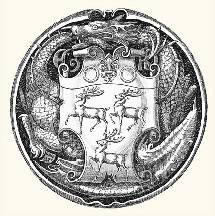
Przykładowa praca George Eve'go

George W. Eve (ur. 1855 – zm. 1914) – brytyjski heraldyk, grafik, stalorytnik, autor exlibrisów.
Część z jego dzieł przechowywana jest w Bibliotece Królewskiej w Windsor Castle. Staloryty Eve'a odznaczają się kunsztowną techniką wykonawczą, subtelnymi detalami, pełne są majestatu i gloryfikacji przedstawianych monarchów. Eve w swojej twórczości nawiązywał do prac Charles'a Sherborn'a (1831-1912). Całościowe wydanie dzieł artysty nastąpiło w 1916 w Kansas City.